# All Day (singel Cody’ego Simpsona)
”All Day” - singiel Cody’ego Simpsona z albumu 4 U. Tekst stworzył Edwin „Lil' Eddie” Serrano, Krys Ivory i Cody Simpson, a produkcją zajął się Shawn Campbell.
"All Day” został wydany jako drugi singel z EP Cody’ego 4 U w dniu 17 marca 2011 roku.
Simpson zaśpiewał tę piosenkę 11 grudnia 2010 podczas koncertu na Florydzie.
Teledysk zrealizowany był przez Davida Ovenshire, a kręcony był w styczniu 2011. Przedstawia Simpsona i jego przyjaciół tańczących w deszczu.

## Pozycje
- Belgia (Ultratop 50 Flanders) - 19